# Michail Gvozdev

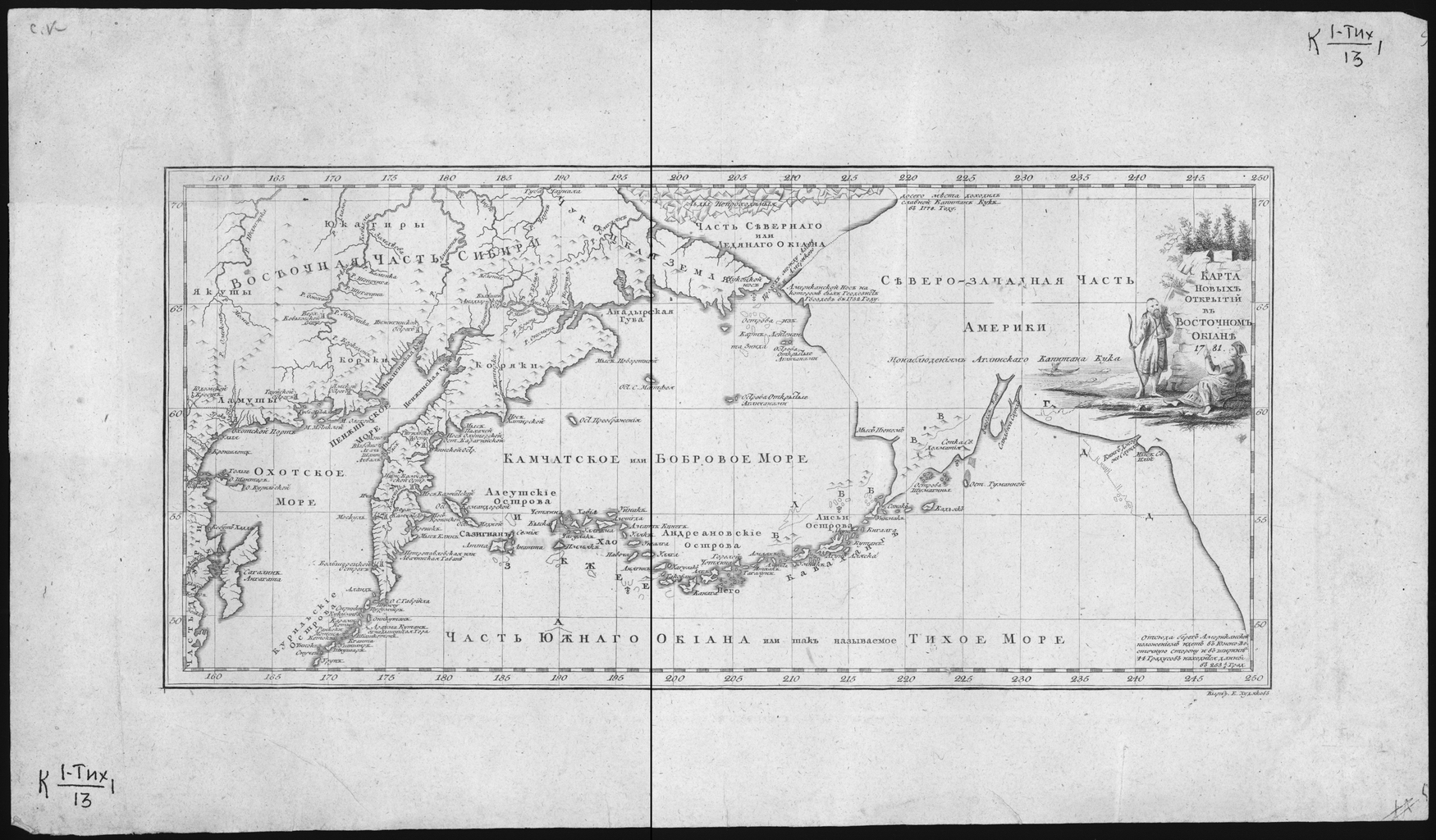
Kaart uit 1781 waarop het oosten van Siberië en het noordwesten van Noord-Amerika staan afgebeeld, inclusief de plaatsen die door Michail Gvozdev werden aangedaan.

Michail Spiridonovitsj Gvozdev (Russisch: Михаи́л Спиридо́нович Гво́здев) (ca. 1700 – na 1759) was een Russisch geodeet en commandant van een expeditie die in 1732 leidde tot de ontdekking van Alaska. Samen met Ivan Fjodorov stak hij de Beringstraat over en verkende hij de westelijke kuststreken, waaronder Kaap Prince of Wales en de Diomedeseilanden.
In 1741-1742 nam Gvozdev deel aan een expeditie waarbij de westelijke en zuidelijke kuststreken rond de Zee van Ochotsk, alsook de oostkust van Sachalin in kaart werden gebracht.